# 크리스틴 위그
크리스틴 위그(Kristen Wiig, 1973년 8월 22일 ~ )는 미국의 배우이자 희극인이다. SNL (2005년-2012년 활동)을 통해 이름을 알렸다. 아카데미상, 골든 글로브상, 미국 배우 조합상 (SAG), BAFTA 등 세계 유수의 영화상에 지명되었다. 2012년에는 타임지의 세계에서 가장 영향력 있는 100인에 뽑힌 적이 있다. 2017년 37회 골든 라즈베리 시상식 최악의 여우조연상 수상도 했다.

## 생애
1973년 8월 22일 뉴욕주 캐넌다이과에서 태어났다. 어머니 로리 J.는 예술가였고, 아버지 존 J. 위그는 웨스턴 뉴욕에서 호수 선박 정박지를 운영했다. 아버지는 노르웨이, 아일랜드계이며 어머니는 잉글랜드, 스코틀랜드계였다. 이름 중 '위그'(Wigg)는 노르웨이 송노피오라네주 지역에서 유래한다. 3살 때, 랭커스터로 이주했고 그 곳에서 초등학교를 다녔다. 이후 로체스터로 와, 알렌데일 콜롬비아 학교에서 8, 9 학년을 다녔고 브라이튼 고등학교를 졸업했다.
대학 시절 재미로 여행을 떠났는데, 결과적으로 자아 성찰도 하게 되었다고 한다. 이 때 3개월의 야외 생활 프로그램도 경험했다. 애리조나 대학교에 진학해, 아트(Art)를 전공했다. 필수 수업으로 연기 수업을 듣게 되었는데, 교수가 연기를 하라고 권유했다. 성형외과에서 수술 후의 인체를 그리는 직업을 가지려했으나, 결국 연기를 하기로 결심하고 로스앤젤레스로 간다.

## 경력

### 초기 경력
19살 때 학교를 중퇴하고 연기를 하기 위해 로스앤젤레스로 갔다. 이 때, 생계를 위해 이상한 일을 많이 했다. 희극단에서 공연하면서, 정식 연기보다는 즉흥 연구에 소질이 있음을 깨달았다. 실제로도 희극단 일은 크리스틴에게 많은 도움이 되었다. 2003년, 스파이크 TV의 "The Schomo Show"에서 돌팔이 결혼 상담가인 '팻 박사'(Dr.Pat)로 데뷔했다.
극단에 있던 중, 매니저의 권유에 힘 입어 SNL에 오디션 테이프를 보냈다.

### 텔레비전

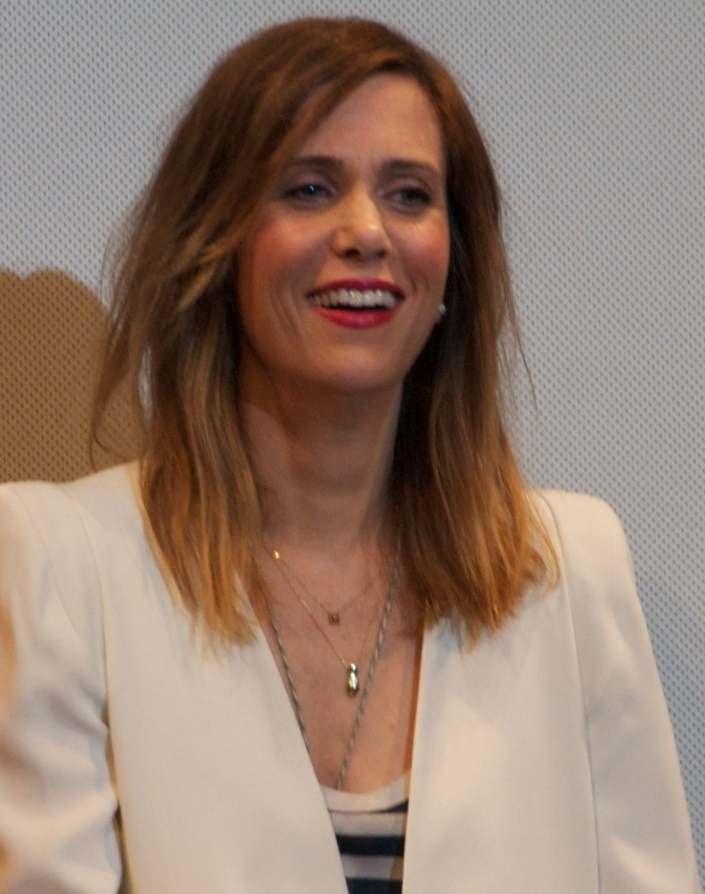
2011년 모습

2005년 11월 12일, SNL 시즌 31에 단역으로 데뷔했다. 2006년, SNL 시즌 32 정식 멤버로 합류해 2012년까지 활동했다.
2009년~2012년, SNL로 프라임타임 에미상 코미디 시리즈 여우 조연상 명단에 이름을 올렸다. 2009년 12월, 크리스마스 스페셜 "SNL Presents: A Very Gilly Christmas"의 헤드라인을 맡았다. 크리스틴은 새 캐릭터 '길리'(Gilly)를 연기하며 SNL의 과거 영상들을 재조명했다. 2008년 12월, SNL에서 보여준 다양한 흉내 연기로, 엔터테인먼트 위클리 선정 '훌륭한 연기 15' 안에 들었고, 2009년 4월에는 , '헐리우드에서 웃긴 여자 25인' 안에 이름을 올렸다. 2011년부터 루니 툰 쇼에서 '롤라 버니' 목소리를 맡았다.
2012년 5월 19일에 방영된 SNL 시즌 37 에피소드 22를 끝으로 크리스탈은 SNL 크루를 그만 두었다. 크리스틴의 환송연 코너에는 동료 크루인 에이미 폴러, 크리스 커탠, 크리스 파넬, 윌 포테, 레이철 드래치, 스티브 마틴, 존 햄이 참여했다. 2013년 5월 11일, SNL에 쇼 호스트로 참여했다. 2014년 10월 14일, 빌 헤이더가 호스트를 맡은 SNL 쇼에 스페셜 게스트로 참여했다. SNL에서 보여준 크리스틴의 코미디 연기는 많은 찬사를 받았다. 더불어 "동료 여자 크루들이 빛날 기회를 조금도 주지 않았다"며 비난 아닌 비난을 받기도 했다. 2014년, 미니시리즈 《스포일스 오브 바빌론》의 신시아 모어하우스 역으로, 프라임타임 에미상 미니시리즈·영화 부문 여우 주연상에 지명되었다.
가수 시아의 제57회 그래미상 공연에서, 곡 "Chandelier"에 맞춰 매디 지글러와 안무 공연을 선보였다.

### 영화
2006년 개봉 크리스마스 영화 《성탄절 전야의 공항 대소동》으로 영화 데뷔했다. 다음 해, 저드 애퍼토의 코미디 영화 《사고친 후에》에 출연했다. 저드 애퍼토 감독의 영화 《워크 하드: 듀이 콕스 스토리》(Walk Hard: The Dewey Cox Story)에도 출연했다. 2008년, 《포겟팅 사라 마셜》, 《고스트 타운》 등 여러 영화에서 작은 역할로 출연했다. 2009년, 영화 《어드벤처랜드》, 《엑스트랙트》그리고 드류 베리모어의 감독 데뷔작 《위핏》에서 조연을 맡았다. 2010년, 영화 《맥그루버》, 《올 굿 에브리씽》과 애니메이션 《슈퍼배드》, 《슈퍼배드 2》에 출연했다. 크리스틴은 《슈퍼배드 2》로 애니상 "Voice Acting in a Feature Production" 부문에 지명됐다. 2011년, 그렉 모톨라 감독의 코미디 영화 《황당한 외계인: 폴》에서 첫 주연을 맡았다.
2011년, 영화 《내 여자친구의 결혼식》의 주연을 맡았다. 과거 같은 희극단원이었던 애니 멈몰로와 각본을 공동 집필했다. 영화는 평단의 호평과 함께 흥행에도 성공했다. 69회 골든 글로브상에서 영화는 작품상 - 뮤지컬·코미디 영화 부문에, 크리스틴은 여우주연상 - 뮤지컬·코미디 영화 부문에 지명되었다. 애니 멈몰로와 함께 아카데미 각본상, BAFTA 각본상 부문에, 동료 배우 멀리사 매카시와 함께 아카데미상 여우 조연상에 지명되었다. SAG상 "Outstanding Performance by a Cast in a Motion Picture"에도 지명됐다. 영화는 전세계 통산 28억 달러 이상을 벌었다.
2014년, SNL 동료 배우 빌 헤이더와 영화 《스켈리턴 트윈스》의 주연을 맡았다. 시라 피븐 감독의 영화 《웰컴 투 미》의 주연도 맡았다. 2015년, 영화 《내스티 베이비》의 주연을 맡았다.
2014년, 크리스틴은 애니 멈몰로와 함께 새로운 코미디 영화 각본을 집필 중이라 발표했다. 이 영화는 크리스틴의 감독 데뷔작이 될 것이라고 한다. 영화의 제목과 개봉 날짜는 아직 미정이다. 2015년 1월, 멀리사 매카시, 레슬리 존스, 케이트 매키넌과 함께 영화 《고스트버스터즈》리부트 버전의 주연이 되었다.

## 사생활
배우 헤이즈 하그로브와 2005년 결혼해 2009년 이혼했다.

## 출연작 목록

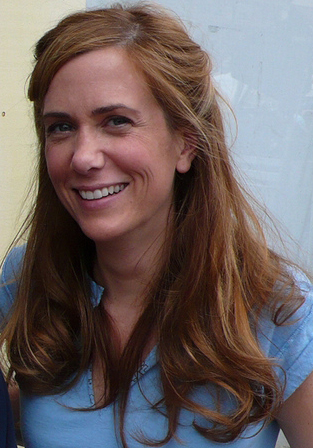
2009년, 영화 《황당한 외계인: 폴》 촬영중

### 영화
| 연도 | 제목                            | 배역                      | 참고             |
| ---- | ------------------------------- | ------------------------- | ---------------- |
| 2006 | 《성탄절 전야의 공항 대소동》   | 캐럴 멀론                 |                  |
| 2007 | 《사고친 후에》                 | 질                        |                  |
| 2007 | 《굿바이 초콜릿》               | 제인 휘트먼               |                  |
| 2007 | 《못말리는 형제들》             | 제이닌                    |                  |
| 2007 | 《워크 하드: 듀이 콕스 스토리》 | 이디스 콕스               |                  |
| 2008 | 《세미-프로》                   | 베어 핸들러               |                  |
| 2008 | 《사랑이 어떻게 변하니?》       | 요가 강사                 |                  |
| 2008 | 《프리티 버드》                 | 맨디                      |                  |
| 2008 | 《고스트 타운》                 | 외과의사                  |                  |
| 2009 | 《어드벤처랜드》                | 폴렛                      |                  |
| 2009 | 《아이스 에이지 3: 공룡시대》   | 비버 엄마 (목소리)        |                  |
| 2009 | 《위핏》                        | 매기 메이헴               |                  |
| 2009 | 《엑스트랙트》                  | 수지 레이놀즈             |                  |
| 2010 | 《드래곤 길들이기》             | 러프넛 (목소리)           |                  |
| 2010 | 《브로큰 데이트》               | 헤일리 설리번             |                  |
| 2010 | 《맥그루버》                    | 비키 세인트엘모           |                  |
| 2010 | 《슈퍼배드》                    | 미스 해티 (목소리)        |                  |
| 2010 | 《올 굿 에브리씽》              | 로런 플렉                 |                  |
| 2011 | 《황당한 외계인: 폴》           | 루스 버그스               |                  |
| 2011 | 《내 여자친구의 결혼식》        | 애니 워커                 | 작가 겸 프로듀서 |
| 2012 | 《프렌즈 위드 키즈》            | 미시                      |                  |
| 2012 | 《리벤지 포 졸리!》             | 앤절라                    |                  |
| 2013 | 《걸 모스트 라이크리》          | 이머전                    | 책임 프로듀서    |
| 2013 | 《슈퍼배드 2》                  | 루시 와일드 요원 (목소리) |                  |
| 2013 | 《그녀》                        | SexyKitten (목소리)       |                  |
| 2013 | 《월터의 상상은 현실이 된다》   | 셰릴 멜호프               |                  |
| 2013 | 《앵커맨: 더 레전드 컨티뉴》    | 채니                      | [ 28 ]           |
| 2014 | 《미워하고사랑하고》            | 조해나 패리               |                  |
| 2014 | 《스켈리턴 트윈스》             | 매기                      |                  |
| 2014 | 《드래곤 길들이기 2》           | 러프넛 (목소리)           |                  |
| 2014 | 《웰컴 투 미》                  | 앨리스 클리그             | 프로듀서         |
| 2015 | 《미니의 19금 일기》            | 샬럿                      |                  |
| 2015 | 《내스티 베이비》               | 폴리                      |                  |
| 2015 | 《마션》                        | 애니 몬트로즈             |                  |
| 2016 | 《쥬랜더 리턴즈》               | 알렉사냐 아토즈           |                  |
| 2016 | 《소시지 파티》                 | 핫도그빵 (목소리)         |                  |
| 2016 | 《고스트버스터즈》              | 에린 길버트               |                  |
| 2016 | 《마스터마인드》                | 켈리                      |                  |
| 2017 | 《슈퍼배드 3》                  | 루시 와일드 요원 (목소리) |                  |
| 2017 | 《다운사이징》                  | 오드리 사프라넥           |                  |
| 2019 | 《드래곤 길들이기 3》           | 러프넛 (목소리)           |                  |
| 2019 | 《어디갔어, 버나뎃》            | 아우드레이                |                  |
| 2020 | 《원더우먼 1984》               | 바버라 앤 미네르바 / 치타 |                  |
| 2021 | 《러브 스파이: 바브 앤 스타》   | 스타                      |                  |
| 2024 | 《슈퍼배드 4》                  | 루시 (목소리)             |                  |

### 텔레비전
| 연도      | 제목                                           | 배역                     | 참고                                                     |
| --------- | ---------------------------------------------- | ------------------------ | -------------------------------------------------------- |
| 2003      | The Joe Schmo Show                             | 닥터 팻                  | 에피소드 9                                               |
| 2004      | I'm with Her                                   | 크리스티                 | 에피소드: "The Heartbreak Kid"                           |
| 2004      | 《드루 케리 쇼》                               | 샌디                     | 에피소드: "House of the Rising Son-in-Law"               |
| 2005–2012 | 《새터데이 나이트 라이브》                     | 여러 배역                | 에피소드 135                                             |
| 2007      | 《30 록》                                      | 캔디스 밴더샤크          | 에피소드: "Somebody to Love"                             |
| 2009      | Flight of the Conchords                        | Brahbrah                 | 에피소드: "Love Is a Weapon of Choice"                   |
| 2009–2010 | Bored to Death                                 | 제니퍼 글래드웰          | 에피소드 3                                               |
| 2010      | Ugly Americans                                 | 트리스턴 (목소리)        | 에피소드: "So, You Want to Be a Vampire?"                |
| 2010      | 《더 클리브랜드 쇼》                           | 스테이플턴 부인 (목소리) | 에피소드: "The Curious Case of Jr. Working at The Stool" |
| 2011–2014 | 《루니 툰 - 벅스 버니와 대피 덕》              | 롤라 버니 (목소리)       | 에피소드 25                                              |
| 2011      | 《심슨 가족》                                  | 캘리오프 주니퍼 (목소리) | 에피소드: "Flaming Moe"                                  |
| 2011      | 《스폰지밥 네모바지》                          | 마담 먹장어 (목소리)     | 에피소드: "The Curse of the Hex"                         |
| 2012      | Portlandia                                     | 개시                     | 에피소드: "Cat Nap"                                      |
| 2013      | 심슨 가족                                      | 애니 크로퍼드 (목소리)   | 에피소드: "Homerland"                                    |
| 2013      | 새터데이 나이트 라이브                         | 본인 (호스트)            | 에피소드: "크리스틴 위그/뱀파이어 위켄드"                |
| 2013      | 《못말리는 패밀리》                            | 젊은 루실 블루스         | 에피소드 7                                               |
| 2013      | Drunk History                                  | 패티 허스트              | 에피소드: "San Francisco"                                |
| 2014      | The Spoils of Babylon                          | 신시아 모어하우드        | 에피소드 6                                               |
| 2015      | A Deadly Adoption                              | 세라 벤슨                | 텔레비전 영화                                            |
| 2015      | The Spoils Before Dying                        | 덜로리스 오델            | 에피소드 6                                               |
| 2015      | 《웻 핫 아메리칸 썸머: 퍼스트 데이 오브 캠프》 | 코트니                   | 에피소드 3                                               |

## 수상 및 지명
- PETA 선정, 2011년 섹시한 채식주의 유명인 중 한 명[31]
- 타임지 선정, 2012년 세계에서 가장 영향력 있는 100인 중 한 명[32]

| 연도 | 시상식                                             | 부문                                           | 작품                   | 결과 | 출처   |
| ---- | -------------------------------------------------- | ---------------------------------------------- | ---------------------- | ---- | ------ |
| 2009 | 프라임타임 에미상                                  | 코미디 시리즈 최우수 여우조연상                | 새터데이 나이트 라이브 | 후보 | [ 33 ] |
| 2010 | 프라임타임 에미상                                  | 코미디 시리즈 최우수 여우조연상                | 새터데이 나이트 라이브 | 후보 |        |
| 2011 | 골든 글로브상                                      | 영화 뮤지컬 코미디부문 최우수 여우주연상       | 내 여자친구의 결혼식   | 후보 | [ 33 ] |
| 2011 | 미국 배우 조합상                                   | 영화부문 최우수 캐스팅 연기상                  | 내 여자친구의 결혼식   | 후보 | [B]    |
| 2011 | 미국 작가 조합상                                   | 최우수 각본상                                  | 내 여자친구의 결혼식   | 후보 | [A]    |
| 2011 | 영국 아카데미 영화상(BAFTA)                        | 최우수 각본상                                  | 내 여자친구의 결혼식   | 후보 | [A]    |
| 2011 | 미국 아카데미상                                    | 아카데미 각본상                                | 내 여자친구의 결혼식   | 후보 | [A]    |
| 2011 | 프라임타임 에미상                                  | 코미디 시리즈 최우수 여우조연상                | 새터데이 나이트 라이브 | 후보 |        |
| 2012 | 프라임타임 에미상                                  | 코미디 시리즈 최우수 여우조연상                | 새터데이 나이트 라이브 | 후보 |        |
| 2013 | 프라임타임 에미상                                  | 코미디 시리즈 최우수 게스트 여우주연상         | 새터데이 나이트 라이브 | 후보 | [ 33 ] |
| 2014 | 크리틱스 초이스 영화상(미국 방송 영화 비평가 협회) | 최우수 코미디 여우주연상                       | 스켈리턴 트윈스        | 후보 | [ 34 ] |
| 2014 | 프라임타임 에미상                                  | 영화 미니시리즈 최우수 여우주연상              | 스포일스 오브 바빌론   | 후보 | [ 33 ] |
| 2015 | 고섬 어워드(고섬 독립영화상)                       | 최우수 여우주연상                              | 웰컴 투 미             | 후보 |        |
| 2015 | 미국 배우 조합상                                   | 텔레비전 영화 미니시리즈부문 최우수 여우주연상 | 더 스포일 비포 다잉    | 후보 |        |